# Стеван Бранков
Стеван Бранков Радица (Бачко Градиште, 30. новембар 1924. — Болман, 23. март 1945) био је политички комесар 3. батаљона, 2. чете, 7. војвођанске бригаде, члан КПЈ и носилац „Споменице палих бораца“.

## Биографија
Рођен је 1924. у Бачком Градишту. Потиче из радничке породице Милорада и Ленке Бранков. Он је треће дете од четири брата. Његов најстарији брат Миленко (1919.—1979) је заробљен и одведен у немачки логор. Брат Добривој (рођен 1923) страдао је у граду Вац (Мађарска), по ИАГНС-у је умро у логору Хренова на источном фронту у марту 1943. Најмлађи брат Драгољуб рођен је 1931, а умро 2003. у Новом Саду.
Веома млад се укључио у омладински револуционарни покрет. Убрзо затим постаје и члан Комунистичке партије Југославије (КПЈ), да би са 17 година ступио у народноослободилачки рат.

## Смрт
Погинуо је приликом разминирања нагазне мине у Болману 23. марта 1945. године, тада су погинула још два руководиоца 1. батаљона, Јован Чикош, који је био комесар чете, и Живко Попов, који је био командир вода.
Сахрањен је на чурушком гробљу.